# Niederländische Badmintonmeisterschaft 1987
Die Niederländische Badmintonmeisterschaft 1987 war die 46. Austragung der nationalen Titelkämpfe im Badminton in den Niederlanden.

## Sieger und Finalisten
| Disziplin    | Gold                                | Silber         |
| ------------ | ----------------------------------- | -------------- |
| Herreneinzel | Pierre Pelupessy                    | Lex Coene      |
| Dameneinzel  | Monique Hoogland                    | Erica van Dijk |
| Herrendoppel | Bas von Barnau Sijthoff Uun Santosa |                |
| Damendoppel  | Monique Hoogland Paula Rip          |                |
| Mixed        | Rob Ridder Erica van Dijk           |                |